# Rampenkiste von Lißdorf
Die Rampenkiste von Lißdorf, einem Ortsteil der Stadt Eckartsberga im Burgenlandkreis in Sachsen-Anhalt wurde 1909 bei einer Flurbereinigung entdeckt. Die bereits gestörte Kammer wurde 1910 von A. Hagemann untersucht.
Die ebenerdige, leicht trapezoide, Ost-West orientierte Rampenkiste aus Kalksteinplatten ist 2,4 m lang. Die Kammer hat im Osten eine 2,0 m lange, ansteigende Rampe. Den Zugang bilden drei flache Platten, die eine Lücke von 0,55 × 0,55 m offen lassen. Der Grabraum war mit einer Steinpackung umgeben, die mit Lehm und kleinen Steinen abgedichtet war und von einem Hügel überdeckt wurde.
Zur Zeit der Untersuchung wurden Reste von mindestens sechs Skeletten gefunden, die durcheinander lagen. Von den Beigaben sind ein Knochenpfriem, durchbohrte Hundezähne und ein schwarzer Scherben erhalten. Nach A. Hagemann wurden auch zerschlagene Gefäße gefunden.
Grabform und Bestattungsweise verbinden die Rampenkiste mit der Walternienburg-Bernburger Kultur. Auch die Tierzähne, die vielfach als Grabbeigaben in den Anlagen dieses Kulturraums gefunden wurden und der Knochenpfriem lassen auf eine Bestattung dieser Kultur schließen. Es wurde auch vermutet, es könne sich bei Lißdorf um eine schnurkeramische Anlage handeln. Dies ließ sich aber nicht belegen.
Im Gang fand sich auf den umgestürzten Türplatten eine bronzezeitliche Nachbestattung, sodass das Grab seit der Jungbronzezeit offen gewesen sein muss.
Gleich nach der Untersuchung im Jahr 1910 wurde das Grab abgebaut und die Einzelteile nach Halle (Saale) gebracht. Dort wurde es wegen seiner Größe zuerst in der Moritzburg untergebracht und später im 1918 eröffneten Neubau des Provinzialmuseums, des heutigen Landesmuseums für Vorgeschichte, aufgebaut. 1932 wurde es in den Gartenbereich des Museums verlagert.